# Óscar Monteiro
José Óscar Monteiro (* 28. Dezember 1941 in Lourenço Marques, Portugiesisch-Ostafrika) ist ein mosambikanischer Jurist und Politiker (FRELIMO).

## Leben

### Ausbildung
Óscar Monteiro wurde 1941 in der Hauptstadt der portugiesischen Kolonie Portugiesisch-Ostafrika, Lourenço Marques, als Sohn portugiesisch-goesischer Eltern geboren. Nach dem Abschluss seiner Schulbildung wechselte er 1958 an die Universität Coimbra, um Jura zu studieren. Dort besuchte er auch regelmäßig die Casa dos Estudantes do Império, die sich in den 1960er Jahren zu einem Kern des studentischen Widerstands gegen das portugiesische Kolonialregime entwickelte.

### Widerstand im Untergrund
1963 trat er der mosambikanischen Befreiungsfront FRELIMO bei und gründete deren geheimen Ableger im Mutterland der Kolonialmacht Portugal. Seine Ausbildung für die Frelimo erhielt er in Algerien und Südtansania, später war er Vertreter der Frelimo in Algerien und auch in Südeuropa tätig. Unter anderem organisierte er eine Audienz bei Papst Paul VI. An der Menschenrechtskonferenz in Genf setzte er sich für den Kriegsgefangenenstatus der gefangen genommenen afrikanischen Freiheitskämpfer ein. Monteiro war am Zustandekommen der Verträge von Lusaka beteiligt.

### Nach der Unabhängigkeit
Nach dem Zusammenbruch des Kolonialregimes infolge der Nelkenrevolution, war es Ziel der portugiesischen Übergangsregierung die Kolonien schnellstmöglich in ihre Unabhängigkeit zu entlassen. Im Zuge dessen ließ diese in Portugiesisch-Ostafrika (Mosambik) eine Übergangsregierung bilden, zu der auch Monteiro gehörte. Später hatte er diverse Ministerposten inne und ist immer noch als Berater von Regierungsämtern tätig.
Als Jurist lehrte er Rechtswissenschaften an der Eduardo-Mondlane-Universität in Maputo und ist Gastprofessor in der Fakultät für Handelsrecht und Management an der Witwatersrand-Universität in Johannesburg. Er war Special Advisor des Sondergesandten des Generalsekretärs der Vereinten Nationen für den Friedensprozess in Mosambik, Mitglied des Steuerungskommittees für die ersten beiden „National Human Development Reports“ Mosambik (1999–2000) und Mitglied im Steuerungskomitee für den ersten Regionalbericht zur Entwicklung des südlichen Afrikas (2000–2001).

### Kritik an der FRELIMO
Obwohl Monteiro bis heute Mitglied der seit 1975 regierenden FRELIMO ist, übte dieser wiederholt Kritik an der Machtfülle der Partei. Nach der Parlamentswahl 2009 äußerte Monteiro seinen Unmut über das seiner Meinung nach „zu hohe Ergebnis“ der FRELIMO bei den Wahlen und seinen Wunsch nach einer starken Opposition – die Partei hatte mit 74,6 Prozent eine Zwei-Drittel-Mehrheit in der Assembleia da República errungen. 2015 klagte er, seine Partei habe sich von ihren ursprünglichen Idealen weit entfernt.